# 마일스 하이저
마일스 하이저(Miles Heizer, 1994년 5월 16일 ~ )는 미국의 배우이다.

## 출연 작품

### 영화
- 러덜리스 (2014) - 조시 역
- Memoria (2015) - 사이먼 역
- 더 스탠포드 프리즌 엑스페리먼트 (2015)
- The Red Thunder (2015) - 단편
- 너브 (2016) - 토미 역
- 로만 J 이스라엘, 에스콰이어 (2017)
- 러브, 사이먼 (2018)

### 텔레비전
- 페어런트후드 (2010-15)
- 루머의 루머의 루머 (2017-20) - 앨릭스 스탠들 역